# ان‌دبلیو رنزویر
ان‌دبلیو رنزویر (NW Rennzweier) خودرویی است که در سال‌های ۱۹۰۰در موراوی تولید شده‌است. 
این خودرو در کلاس اتومبیلرانی قرار گرفته و طراحی آن خودروهای موتور عقب-محور عقب بوده عرض آن در حالت طبیعی ۱٬۳۷۵ میلیمتر (۵۴٫۱ اینچ)  است. 